# Krty-Hradec
Krty-Hradec falu és önkormányzat (obec) Csehország Dél-csehországi kerületének Strakonicei járásában. Területe 4,94 km², lakosainak száma 120 (2008. 12. 31). A falu Strakonicétől mintegy 6 km-re északnyugatra, České Budějovicétől 58 km-re északnyugatra, és Prágától 98 km-re délnyugatra fekszik.
A település első írásos említése 1227-ből származik.

## Népesség
A település népessége az elmúlt években az alábbi módon változott:
| Lakosok száma | 379  | 363  | 335  | 279  | 195  | 129  | 133  | 133  | 139  | 131  |
|               | 1869 | 1890 | 1921 | 1950 | 1980 | 2001 | 2017 | 2019 | 2022 | 2024 |